# Lleis de Faraday de l'electròlisi
|  | No s'ha de confondre amb Llei de Faraday. |

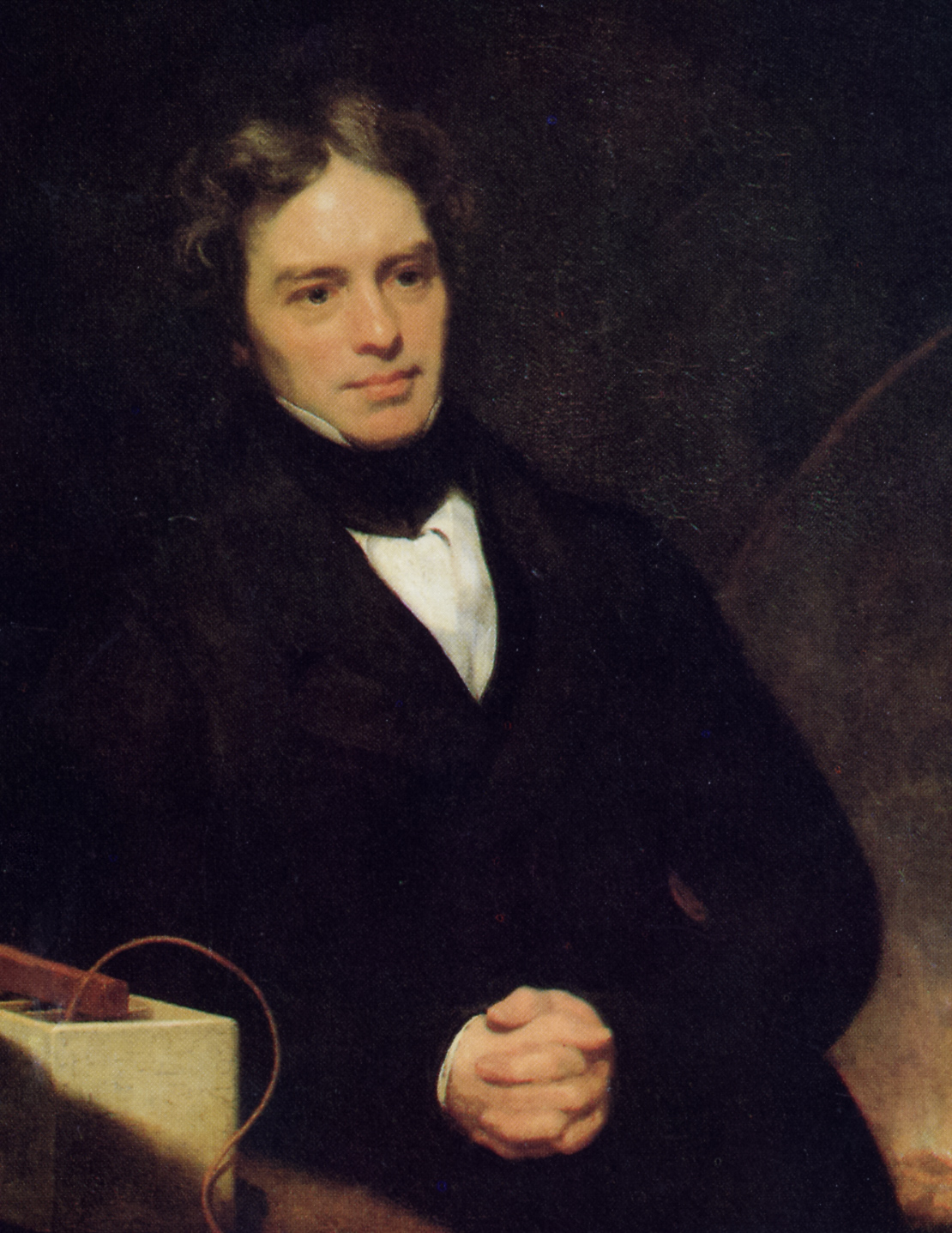
Michael Faraday, per Thomas Phillips c1841-1842

Les lleis de Faraday de l'electròlisi expressen relacions quantitatives sobre la base de les investigacions electroquímiques (sobre l'electròlisi) publicades per Michael Faraday el 1834.
Primera llei: Les parts descomposades d'un electrolit són proporcionals a la intensitat de corrent i al temps.
Segona llei: Les quantitats dels diferents electrolits descomposts en un temps donat per corrents d'igual intensitat són proporcionals als respectius equivalents químics.